# 稲本隆寿
稲本 隆寿（いなもと たかとし、1951年（昭和26年）12月1日 - ）は、愛媛県喜多郡内子町長。

## 経歴
喜多郡内子町生まれ。旧内子町職員時から河内紘一町長に仕え、河内町長の支持を得て町長選に出馬、無投票当選、就任した。
本名の字体は「隆壽」。

## 略歴
- 1974年（昭和49年）3月     八幡大学（現・九州国際大学）法経学部法律学科卒業[1]。
- 1974年（昭和49年）4月　内子町職員
- 1997年（平成9年） 4月　 内子フレッシュパークからり支配人
- 1999年（平成11年）12月 内子町教育長
- 2005年（平成17年）2月　内子町助役
- 2007年（平成19年）4月　内子町副町長。
- 2009年（平成21年）2月　内子町長。